# Bílá Hlína
Bílá Hlína település Csehországban, a Mladá Boleslav-i járásban. Bílá Hlína Rokytá, Nová Ves u Bakova, Dolní Krupá, Bělá pod Bezdězem, Horní Bukovina, Bakov nad Jizerou, Klášter Hradiště nad Jizerou és Ptýrov településekkel határos. Lakosainak száma 115 fő (2024. január 1.).

## Népesség
A település lakosságának változását az alábbi diagram mutatja:
| Lakosok száma | 250  | 244  | 218  | 144  | 137  | 103  | 116  | 113  | 120  | 115  |
|               | 1869 | 1900 | 1921 | 1961 | 1980 | 2011 | 2016 | 2019 | 2021 | 2024 |